# Агара (Тхилнари)
Агара (груз. აგარა) — село в Грузии, на территории Хелвачаурского муниципалитета автономной республики Аджария.

## География
Село находится в юго-западной части Грузии, на левом берегу реки Чорох, на расстоянии 3 километров (по прямой) к югу от города Батуми, административного центра муниципалитета и автономной республики. Абсолютная высота — 328 метров над уровнем моря.

## Население
По результатам официальной переписи населения 2014 года, в Агаре проживало 318 человек (169 мужчин и 149 женщин). В национальной структуре населения грузины составляли 99,7 %, русские — 0,3 %.
| Год  | Население, человек |
| ---- | ------------------ |
| 2002 | 258                |
| 2014 | ↗ 318              |